# Herskind
Herskind er en lille by i Østjylland med 877 indbyggere  (2024). Herskind er beliggende fire kilometer nord for Galten og 17 kilometer vest for Aarhus. Byen hører til Skanderborg Kommune og er beliggende i Region Midtjylland.
Byen har egen dagligvarebutik, sin egen folkeskole og børnehave: Herskind Skole & Børnehus. Ydermere er Hertha Levefællesskab beliggende i yderkanten af byen. Herskind hører til Skivholme Sogn.